# Podotricha telesiphe
Podotricha telesiphe é uma borboleta neotropical da família Nymphalidae e subfamília Heliconiinae, encontrada no oeste da cordilheira dos Andes, em altitudes entre 1.500 a 2.600 metros; na Colômbia, Equador, Peru e Bolívia, com seu tipo nomenclatural coletado no Equador e classificado por William Chapman Hewitson em 1867; denominado Colaenis telesiphe no texto Descriptions of Some new Species of Diurnal Lepidoptera, publicado no Transactions of the Entomological Society of London. Suas lagartas se alimentam de plantas do gênero Passiflora (família Passifloraceae).

## Descrição
Esta espécie, em vista superior e inferior, é de um negro aveludado, trazendo marcações vermelhas ou rosadas, características, em suas asas anteriores. Nas asas posteriores existe uma faixa longitudinal que pode ir do branco, na subespécie Podotricha telesiphe telesiphe, do Peru, até o amarelo-pálido de Podotricha telesiphe tithraustes, do Equador. Pode ser distinguida de Podotricha judith, a outra espécie de seu gênero, pelo padrão de cor vermelha e branca.

## Subespécies
P. telesiphe possui duas subespécies:
- Podotricha telesiphe telesiphe - Descrita por Hewitson em 1867, de exemplar proveniente da Bolívia, também encontrada no Peru e Equador.
- Podotricha telesiphe tithraustes - Descrita por Salvin em 1871, de exemplar proveniente do Equador (localidade-tipo: Canelos).

## Mimetismo
Em seu habitat, Podotricha telesiphe possui uma cor claramente mimética com a da espécie Heliconius telesiphe, cuja distribuição geográfica é similar. Neste caso, a relação é de mimetismo mülleriano. Populações de P. telesiphe conseguem imitar a coloração das respectivas subespécies, H. telesiphe telesiphe e H. telesiphe sotericus, do Peru e Equador, adotando o branco ou amarelo-pálido em suas asas posteriores. A diferença é que P. telesiphe apresenta asas nitidamente menos arredondadas que as de H. telesiphe.